# منيرة محمد
منيرة محمد (19 يناير 1981 -) ممثلة بحرينية اشتهرت بدور لوزة في مسلسل سوالف طفاش 3.

## عن حياتها
بدأت حياتها الفنية عام 2014، وشاركت في ثلاث أعمال، من ضمنها مسلسل (سوالف طفاش) حيث جسدت دور لوزة، ثم مسرحية (بشويش) في دولة قطر، بالإضافة إلى الفيلم القصير (قوس قزح) للمخرج محمود الشيخ.

## أعمالها

### مسلسلات
- سوالف طفاش 3 (2015)
- باب الريح (2016)
- حزاوينا خليجية (2016)
- كان في كل زمان (2017)
- جديمك نديمك (2019)
- عذراء (2019)
- حكايات ابن الحداد (2020)[2]
- كف ودفوف (2021)
- مارغريت (2021)
- دار غريب (2021)
- ملح وسمرة (2023)

### برامج
- المسباح (2019)

### مسرحيات
- بشويش (2015)
- زمانا خرابهي (2018)
- عنتر مو ابن شداد (2019)